# Priles
Priles falu Horvátországban, Varasd megyében. Közigazgatásilag Sveti Đurđhoz tartozik.

## Fekvése
Varasdtól 21 km-re keletre, községközpontjától 1 km-re délre a Dráva jobb partján fekszik.

## Története
A falu 1464-ben "Preles" alakban szerepel a ludbregi uradalom települései között. Története során végig a szentgyörgyi plébániához tartozott. Az 1680-as egyházi vizitáció szerint 11 ház állt a faluban.
1857-ben 204, 1910-ben 267 lakosa volt. 1920-ig Varasd vármegye Ludbregi járásához tartozott. 2001-ben 62 háza és 234 lakosa volt.